# Allsvenskan 1989
L'edizione 1989 del campionato di calcio svedese (Allsvenskan) vide la vittoria finale dell'IFK Norrköping.
Capocannoniere del torneo fu Jan Hellström (IFK Norrköping), con 16 reti.

## Classifica finale
|    | Classifica      | G  | V  | N  | P  | GF | GS | Diff | Punti |
| -- | --------------- | -- | -- | -- | -- | -- | -- | ---- | ----- |
| 1  | Malmö FF        | 22 | 12 | 7  | 3  | 35 | 11 | + 24 | 31    |
| 2  | IFK Norrköping  | 22 | 12 | 5  | 5  | 45 | 24 | +21  | 29    |
| 3  | GAIS            | 22 | 9  | 8  | 5  | 31 | 20 | +11  | 26    |
| 4  | Örebro          | 22 | 10 | 6  | 6  | 25 | 21 | +4   | 26    |
| 5  | Halmstad        | 22 | 11 | 3  | 8  | 30 | 31 | -1   | 25    |
| 6  | Djurgården      | 22 | 9  | 5  | 8  | 23 | 24 | -1   | 23    |
| 7  | IFK Göteborg    | 22 | 9  | 4  | 9  | 34 | 29 | +5   | 22    |
| 8  | AIK             | 22 | 5  | 11 | 6  | 26 | 29 | -3   | 21    |
| 9  | Örgryte         | 22 | 6  | 9  | 7  | 19 | 28 | -9   | 21    |
| 10 | Brage           | 22 | 6  | 5  | 11 | 22 | 31 | -9   | 17    |
| 11 | GIF Sundsvall   | 22 | 4  | 5  | 13 | 30 | 40 | -10  | 13    |
| 12 | Västra Frölunda | 22 | 3  | 4  | 15 | 24 | 56 | -32  | 10    |

## Fase finale

### Semifinali
| Örebro SK | 1 – 1 e 0 – 3 | IFK Norrköping |

| GAIS | 2 – 2 e 0 – 1 | Malmö FF |

### Finale
| IFK Norrköping | 0 – 2 e 1 – 0 e 0 – 0 (4-3 rig.) | Malmö FF |

IFK Norrköping vince la serie per 2 partite a 1

## Verdetti
- IFK Norrköping campione di Svezia 1989.
- GIF Sundsvall e Västra Frölunda IF retrocesse in Division 1.